# Mai con la luna piena
Mai con la luna piena (The Boy Who Cried Werewolf) è un film horror del 1973 diretto da Nathan H. Juran

## Trama
Sulla via del divorzio, Robert (Kerwin Matthews) si appresta a trascorrere un week-end in compagnia del figlio in una casetta sperduta tra i boschi. Durante una passeggiata, i due si imbattono in una bestia che ferisce l'uomo, accorso in difesa del figlio (l'unico che sostiene di essere un lupo mannaro). Quando un gruppo di hippy si accampa nei paraggi, durante le notti di luna piena Robert sarà costretto ad affrontare una condizione del tutto inaspettata.

## Produzione
Le riprese avvenneno in California, a Redwood City, a Wrightwood, nella Angeles National Forest e il Franklin Canyon (nei pressi di Los Angeles).
Fu l'ultimo film diretto da Nathan Juran.
Robert J. Wilke, che interpreta lo sceriffo in questo film, appare non accreditato anche in un altro film su un uomo-bestia, The Catman of Paris (1946).

## Distribuzione
La prima assoluta avvenne a New York il 1º agosto 1973; il film ebbe un'altra proiezione ufficiale a Bismark (Nord Dakota) il 21 novembre dello stesso anno. Venne distribuito nelle sale cinematografiche statunitensi dalla Universal Pictures il 23 novembre 1973.
Fu distribuito come doppio film con Kobra (1973), rendendo cosi una delle ultime doppie proiezioni realizzate dallo studio.
In Italia venne distribuito nella primavera del 1974.